# Epic Mickey
Epic Mickey — компьютерная игра, разработанная Junction Point Studios и изданная Disney Interactive Studios для Wii. Она была выпущена в ноябре 2010 года в Северной Америке и Европе. В августе 2011 года компания Nintendo издала игру в Японии. В игре присутствует Освальд - удачливый кролик, персонаж, созданный Уолтом Диснеем и Абом Айверксом и первоначально принадлежавший Universal Pictures; компания Walt Disney Company выкупила права на персонажа в 2006 году. В этой игре Микки и Освальд впервые появились вместе.
Epic Mickey была частью усилий Диснея по ребрендингу персонажа Микки Мауса, делая меньший акцент на его приятной, веселой стороне и вновь представляя более озорные и авантюрные стороны его личности, изображая его как эпического героя. Главным создателем игры выступил Уоррен Спектор, сотрудничавший с Walt Disney Animation Studios. Игра была анонсирована в октябре 2009 года, и была выпущена в ноябре 2010 года. Игра получила смешанные отзывы критиков. Продолжениями игры являются Epic Mickey 2: The Power of Two и Epic Mickey: Power of Illusion. 

## Сюжет игры
Микки Маусу приснился страшный сон: он обнаруживает, что его зеркало — портал. Проходя через зеркало, он попадает в мастерскую волшебника Йена Сида. Тем временем Йен Сид создаёт мир для забытых мультяшек с помощью волшебной кисти, краски и растворителя. Когда волшебник пошёл отдохнуть, Микки решил с помощью краски и кисти сделать свой автопортрет. Но вместо этого он создал Клякс Фантома. Микки взял губку, смочил в растворителе и уничтожил его. Но бутылка с растворителем пролилась на карту мира забытых мультяшек, которым управляет его предшественник — Везучий Кролик Освальд. А Клякс Фантом восстановился в банке из-под краски. Он тоже, как и растворитель, спустился на карту. Тогда мир забытых персонажей превратился в Пустошь. Но оказывается что это не сон, так как Микки похитил сам Клякс Фантом. И теперь Микки предстоит спасти Пустошь и завоевать доверие Освальда.

## Выпуск
Первоначально Junction Point Studio планировали издать эту игру для платформ PlayStation 3 и Xbox 360, но Disney отказались от этой идеи. Игра была выпущена 25 ноября 2010 года в Европе, 30 ноября 2010 года в Северной Америке и 4 августа 2011 года в Японии.

## Отзывы
| Сводный рейтинг       | Сводный рейтинг |
| Агрегатор             | Оценка          |
| --------------------- | --------------- |
| GameRankings          | 72,53 %         |
| Metacritic            | 73/100          |
| Иноязычные издания    |                 |
| Издание               | Оценка          |
| 1UP.com               | B               |
| Destructoid           | 7/10            |
| Edge                  | 7/10            |
| Famitsu               | 31/40           |
| G4                    | [ 6 ]           |
| Game Informer         | 7/10            |
| GameSpot              | 6/10            |
| GamesRadar+           | [ 9 ]           |
| GameTrailers          | 8,2/10          |
| GameZone              | 6,5/10          |
| IGN                   | 8/10            |
| Nintendo Life         | 7/10            |
| Nintendo World Report | 6,5/10          |
| ONM                   | 85 %            |
| Good Game             | 13/20           |

Epic Mickey получила "смешанные или средние отзывы", согласно агрегатору рецензий Metacritic.
IGN поставил игре оценку 8/10, раскритиковав камеру, проблемы с управлением и отсутствие озвучки, но похвалив ее очарование, сюжет, арт-дизайн и продолжительную привлекательность для игроков. Два ведущих ток-шоу о видеоиграх Good Game поставили игре 6 и 7 баллов из 10. Они сравнили способности кисточки с возможностями водометного ранца из Super Mario Sunshine и сочли разочарованием то, что уровни возвращаются в исходное состояние после выхода. В качестве положительного момента они отметили, что игра не такая уж "мрачная" или "взрослая", как ее преподносит шумиха... Наверное, это все-таки детская игра, но, по крайней мере, разумная. Она и близко не стоит по сложности и увлекательности с такими играми, как Super Mario Sunshine, у которой, как нам кажется, она позаимствовала некоторые идеи". Ширли Чейз из GameZone похвалила игру за использование истории Диснея, но добавила, что у игры есть множество недостатков, сказав: "При всех своих положительных сторонах Disney Epic Mickey имеет несколько вопиющих недостатков, из-за которых игра может показаться скучной. Самая заметная проблема - камера, которая чаще всего приводит к смертям или к чему-либо еще". В рецензии GamesRadar Крис Антиста назвал игру "очень душевным приветствием Диснею" и сказал, что "не был так восхищен внешним видом, ощущениями и игрой в платформер от третьего лица со времен оригинальной Banjo-Kazooie". Телеканал G4TV также назвал игру "Лучшей игрой для Wii". Giant Bomb дал отрицательную рецензию с 2/5 звездами, сказав: "Не обращайте внимания на эти завышенные ожидания: даже с учетом собственных достоинств Epic Mickey - это платформер, который кажется отстающим на целое поколение, хотя в нем достаточно вспышек вдохновения, чтобы постоянно помнить о растраченном потенциале".
В первые выходные после выхода 26 ноября в Великобритании Epic Mickey не попала в британский Топ-40 и даже в Топ-10 чартов продаж Wii. 30 ноября 2010 года, в день релиза в Северной Америке, игра была полностью распродана на сайте Disney Store уже во второй половине дня. В первый месяц продажи игры было продано 1,3 миллиона копий. По данным на июнь 2011 года, в Северной Америке и Европе было продано 2 миллиона копий игры вместе взятых.

## Продолжение
В августе 2011 года Destructoid опубликовал статью, в которой говорилось о том, что продолжение Epic Mickey 2 находится в разработке, и были показаны возможные обложки игры. Эти слухи получили подтверждение, когда Disney France и Уоррен Спектор пригласили французские СМИ на "эпический проект", состоявшийся 27 марта 2012 года. Журнал Nintendo Power также прокомментировал эти слухи, заявив, что в апрельском номере 2012 года будет опубликован "сверхсекретный" анонс игры, а на превью номера будет изображена уменьшенная фотография Удачливого Кролика Освальда (Oswald The Lucky Rabbit. Gametrailers.com также сообщил, что в выпуске от 22 марта 2012 года будет "эксклюзивное мировое превью нового эпического приключения Уоррена Спектора" и что оно будет "весьма значительным". Сам Уоррен Спектор также прокомментировал разработку игры, заявив, что над сиквелом работает "команда из более чем 700 человек". Вслед за этим, 20 марта 2012 года, официальный французский журнал Nintendo опубликовал в Twitter комментарий, из которого стало известно, что Disney планирует создать дополнение к основному сиквелу для 3DS под названием Epic Mickey: Power of Illusion.
Уоррен Спектор официально подтвердил слухи, сообщив, что сиквел будет называться Epic Mickey: Power of Two. Спектор также напрямую коснулся проблем с камерой, которые обзорщики критиковали в первой игре, заявив, что "они будут работать над ней до того дня, когда мы выпустим вторую игру". В камеру было внесено более 1000 конкретных изменений. Наша цель состоит в том, чтобы вам не пришлось ни разу прикоснуться к ручному управлению камерой, чтобы пройти основной сюжетный путь этой игры". Спектор также сообщил, что в игре появится озвучка и музыкальные номера, которых не было в первой игре. Спектор сказал: "Я такой фанат мюзиклов, я люблю кооп и next-gen, но для меня, когда персонаж врывается в песню, а в этой игре они это делают регулярно, это волшебство". Спектор также прокомментировал возможности кооператива в сиквеле: "Это кооперативная игра с выбыванием, вы можете в любой момент сесть за стол с другом, который играет за Микки, и взять под контроль Освальда. Если вы играете в одиночку, Освальд будет присутствовать в игре каждую секунду. Он не просто многопользовательский персонаж. Он - помощник, независимо от того, играете ли вы в одиночку, с другом или членом семьи". В самой Пустоши будут как старые локации, разрушенные землетрясениями и другими стихийными бедствиями, так и новые, например, основанная на Приграничной Стране Диснейленда. 
Игра была выпущена на Wii, PlayStation 3, Xbox 360, Microsoft Windows, PlayStation Vita и Wii U.

## Ремейк
В феврале 2024 года на конференции Nintendo Partner Direct издатель THQ Nordic объявил, что студия Purple Lamp разрабатывает ремейк Epic Mickey под названием Epic Mickey: Rebrushed, который выйдет в конце того же года. Он выйдет на Nintendo Switch, PlayStation 4, PlayStation 5, Windows, Xbox One и Xbox Series X/S. Ремейк разрабатывается на движке Unreal Engine, который отличается от движка Gamebryo, использовавшегося в оригинальной игре.